# Cornwood
Cornwood è un paese di 988 abitanti della contea del Devon, in Inghilterra.

## Cultura

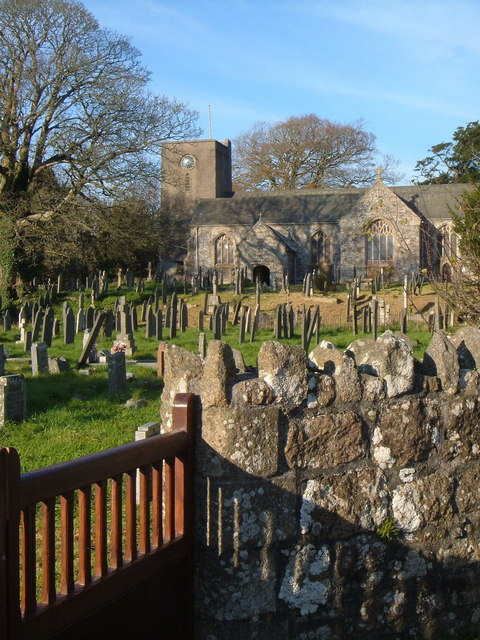
La Saint Michael's Church

La chiesa di St Michael è la chiesa parrocchiale di Cornwood.
Fu nel vicariato di Cornwood che, nel 1785, il reverendo Thomas Vivian scrisse Revelation explained, per primo scrisse un commento all'Apocalisse di Giovanni che fosse intellegibile al grande pubblico. Thomas Vivian pensò di dividere la sua opera in tre sezioni: la prima basata su dati storici ed eventi verificabili, la seconda una comparazione con gli eventi che caratterizzavano la chiesa a lui contemporanea che si era allontanata dalla "semplicità del Vangelo" ed infine le profezie per il futuro. Il libro venne dedicato nella sua prima edizione al vescovo di Exeter, pubblicato a Plymouth e distribuito a Londra, Bath ed Exeter.